# Ščukino
Il quartiere Ščukino (in russo Район Щукино?) è un quartiere di Mosca sito nel Distretto Nord-occidentale.
Prende il nome dall'abitato omonimo che sorgeva sulle rive della Moscova. Una parte del suo territorio, l'Oktjabr'skoe Pole, entra a far parte della città di Mosca in epoca sovietica e vi vengono costruiti blocchi di edifici a 2-3 piani, mentre a Ščukino viene insediato un kolchoz. Nel 1938 Ščukino viene raggiunta per la prima volta dal tram.
Durante l'estate del 1941 Ščukino è sorvolata dai bombardieri tedeschi in volo verso il centro di Mosca; sul sito dove oggi vi è l'ospedale n°6 era schierata la 24ª batteria antiaerea, sulla sponda opposta del canale era posti dei palloni di sbarramento.
Ospita nel suo territorio l'Istituto Kurčatov, un centro nazionale di ricerca sull'energia nucleare.